# 1040
Il 1040 (MXL in numeri romani) è un anno bisestile dell'XI secolo.

## Eventi
- Il generale bizantino Giorgio Maniace trafuga le reliquie di Sant'Agata.

## Nati
- 22 febbraio - Rashi, rabbino e mistico francese († 1105)
- Giovanni Afflacio, medico italiano
- Arnolfo di Soissons, vescovo francese († 1087)
- Elimar I di Oldenburg, conte tedesco († 1112)
- Géza I d'Ungheria, re ungherese († 1077)
- Goffredo III d'Angiò, conte
- Guido II di Mâcon, conte († 1109)
- Ibn 'Aqil, teologo e giurista arabo († 1119)
- Ida di Boulogne, religiosa francese († 1113)
- Ivo di Chartres, vescovo cattolico e santo francese († 1115)
- Ladislao I d'Ungheria, re ungherese († 1095)
- Ladislao Ermanno di Polonia, duca († 1102)
- Oda di Stade, nobildonna germanica († 1087)
- Ottone Frangipane, religioso italiano († 1127)
- Rhys ap Tewdwr, principe gallese († 1093)
- Wulfnoth Godwinson, nobile anglosassone († 1094)

## Morti
- 17 marzo - Aroldo I d'Inghilterra, sovrano anglosassone
- 9 maggio - Forte Gabrielli, religioso italiano
- 21 giugno - Folco III d'Angiò, conte
- 14 agosto - Duncan I di Scozia, re scozzese
- 1º ottobre - Alano III di Bretagna, duca (n. 997)
- 27 novembre - Gustavo di Rhuys, monaco cristiano inglese
- Niceforo Doceano, generale bizantino
- Eribalo I di Cardona, nobile
- Folco I di Cardona, nobile
- Gilberto di Brionne, nobile normanno
- Geoffroy di Perche, nobile francese
- Ticomiro di Bulgaria, militare bulgaro
- Gershom ben Judah, rabbino tedesco (n. 960)

## Calendario
| Calendario 1040 | Calendario 1040 | Calendario 1040 | Calendario 1040 | Calendario 1040 | Calendario 1040 | Calendario 1040 | Calendario 1040 | Calendario 1040 | Calendario 1040 | Calendario 1040 | Calendario 1040 | Calendario 1040 | Calendario 1040 | Calendario 1040 | Calendario 1040 | Calendario 1040 | Calendario 1040 | Calendario 1040 | Calendario 1040 | Calendario 1040 | Calendario 1040 | Calendario 1040 | Calendario 1040 | Calendario 1040 | Calendario 1040 | Calendario 1040 | Calendario 1040 | Calendario 1040 | Calendario 1040 | Calendario 1040 | Calendario 1040 | Calendario 1040 |
| --------------- | --------------- | --------------- | --------------- | --------------- | --------------- | --------------- | --------------- | --------------- | --------------- | --------------- | --------------- | --------------- | --------------- | --------------- | --------------- | --------------- | --------------- | --------------- | --------------- | --------------- | --------------- | --------------- | --------------- | --------------- | --------------- | --------------- | --------------- | --------------- | --------------- | --------------- | --------------- | --------------- |
|                 | 1               | 2               | 3               | 4               | 5               | 6               | 7               | 8               | 9               | 10              | 11              | 12              | 13              | 14              | 15              | 16              | 17              | 18              | 19              | 20              | 21              | 22              | 23              | 24              | 25              | 26              | 27              | 28              | 29              | 30              | 31              |                 |
| Gennaio         | Ma              | Me              | Gi              | Ve              | Sa              | Do              | Lu              | Ma              | Me              | Gi              | Ve              | Sa              | Do              | Lu              | Ma              | Me              | Gi              | Ve              | Sa              | Do              | Lu              | Ma              | Me              | Gi              | Ve              | Sa              | Do              | Lu              | Ma              | Me              | Gi              |                 |
| Febbraio        | Ve              | Sa              | Do              | Lu              | Ma              | Me              | Gi              | Ve              | Sa              | Do              | Lu              | Ma              | Me              | Gi              | Ve              | Sa              | Do              | Lu              | Ma              | Me              | Gi              | Ve              | Sa              | Do              | Lu              | Ma              | Me              | Gi              | Ve              |                 |                 |                 |
| Marzo           | Sa              | Do              | Lu              | Ma              | Me              | Gi              | Ve              | Sa              | Do              | Lu              | Ma              | Me              | Gi              | Ve              | Sa              | Do              | Lu              | Ma              | Me              | Gi              | Ve              | Sa              | Do              | Lu              | Ma              | Me              | Gi              | Ve              | Sa              | Do              | Lu              |                 |
| Aprile          | Ma              | Me              | Gi              | Ve              | Sa              | Do              | Lu              | Ma              | Me              | Gi              | Ve              | Sa              | Do              | Lu              | Ma              | Me              | Gi              | Ve              | Sa              | Do              | Lu              | Ma              | Me              | Gi              | Ve              | Sa              | Do              | Lu              | Ma              | Me              |                 |                 |
| Maggio          | Gi              | Ve              | Sa              | Do              | Lu              | Ma              | Me              | Gi              | Ve              | Sa              | Do              | Lu              | Ma              | Me              | Gi              | Ve              | Sa              | Do              | Lu              | Ma              | Me              | Gi              | Ve              | Sa              | Do              | Lu              | Ma              | Me              | Gi              | Ve              | Sa              |                 |
| Giugno          | Do              | Lu              | Ma              | Me              | Gi              | Ve              | Sa              | Do              | Lu              | Ma              | Me              | Gi              | Ve              | Sa              | Do              | Lu              | Ma              | Me              | Gi              | Ve              | Sa              | Do              | Lu              | Ma              | Me              | Gi              | Ve              | Sa              | Do              | Lu              |                 |                 |
| Luglio          | Ma              | Me              | Gi              | Ve              | Sa              | Do              | Lu              | Ma              | Me              | Gi              | Ve              | Sa              | Do              | Lu              | Ma              | Me              | Gi              | Ve              | Sa              | Do              | Lu              | Ma              | Me              | Gi              | Ve              | Sa              | Do              | Lu              | Ma              | Me              | Gi              |                 |
| Agosto          | Ve              | Sa              | Do              | Lu              | Ma              | Me              | Gi              | Ve              | Sa              | Do              | Lu              | Ma              | Me              | Gi              | Ve              | Sa              | Do              | Lu              | Ma              | Me              | Gi              | Ve              | Sa              | Do              | Lu              | Ma              | Me              | Gi              | Ve              | Sa              | Do              |                 |
| Settembre       | Lu              | Ma              | Me              | Gi              | Ve              | Sa              | Do              | Lu              | Ma              | Me              | Gi              | Ve              | Sa              | Do              | Lu              | Ma              | Me              | Gi              | Ve              | Sa              | Do              | Lu              | Ma              | Me              | Gi              | Ve              | Sa              | Do              | Lu              | Ma              |                 |                 |
| Ottobre         | Me              | Gi              | Ve              | Sa              | Do              | Lu              | Ma              | Me              | Gi              | Ve              | Sa              | Do              | Lu              | Ma              | Me              | Gi              | Ve              | Sa              | Do              | Lu              | Ma              | Me              | Gi              | Ve              | Sa              | Do              | Lu              | Ma              | Me              | Gi              | Ve              |                 |
| Novembre        | Sa              | Do              | Lu              | Ma              | Me              | Gi              | Ve              | Sa              | Do              | Lu              | Ma              | Me              | Gi              | Ve              | Sa              | Do              | Lu              | Ma              | Me              | Gi              | Ve              | Sa              | Do              | Lu              | Ma              | Me              | Gi              | Ve              | Sa              | Do              |                 |                 |
| Dicembre        | Lu              | Ma              | Me              | Gi              | Ve              | Sa              | Do              | Lu              | Ma              | Me              | Gi              | Ve              | Sa              | Do              | Lu              | Ma              | Me              | Gi              | Ve              | Sa              | Do              | Lu              | Ma              | Me              | Gi              | Ve              | Sa              | Do              | Lu              | Ma              | Me              |                 |